# Angelonia evitae
Angelonia evitae là một loài thực vật có hoa trong họ Mã đề. Loài này được Descole & Borsini mô tả khoa học đầu tiên năm 1950.